# Legamento peroneo-astragalico anteriore
Il legamento peroneo astragalico anteriore o fibuloastragaleo anteriore è un legamento che stabilizza lateralmente l'articolazione tibio-tarsica, risultando il più importante ai fini della stabilità laterale della caviglia.

## Anatomia
Il legamento peroneo astragalico anteriore (Ligamentum talofibulare anteriorius) è il legamento anteriore del legamento collaterale laterale dell'articolazione talocrurale (Ligamentum collaterale laterale articulationis talocruralis). 
Si estende dal bordo anteriore del malleolo laterale (Malleolus lateralis) del peroneo alla faccia laterale del collo astragalico (Collum tal) e al bordo anteriore adiacente della faccia laterale del corpo dell'astragalo.

## Distorsione
Nella distorsione della caviglia è il legamento che più è soggetto a lesione parziale o rottura totale: è fondamentale un buon pronto soccorso e riabilitazione propriocettiva per una ripresa normale della vita quotidiana. 
Per evidenziare una rottura o lesione del peroneo astragalico anteriore è opportuno fare un'ecografia o risonanza magnetica della regione in questione.
In caso di intervento chirurgico al legamento la ripresa dell'attività sportiva calcistica avviene non prima di un'adeguata riabilitazione che permetta la stabilizzazione della caviglia. 
È fondamentale che durante la convalescenza la persona esegua una buona ginnastica propriocettiva onde evitare future recidive.